# Onthophagus endota
Onthophagus endota là một loài bọ cánh cứng trong họ Bọ hung (Scarabaeidae).